# Breviraja
Breviraja es un género de peces de la familia de los Rajidae en el orden de los Rajiformes.

## Especies
- Breviraja abasiriensis (Ishiyama, 1952)
- Breviraja claramaculata (McEachran & Matheson, 1985)
- Breviraja colesi (Bigelow & Schroeder, 1948)
- Breviraja marklei (McEachran & Miyake, 1987)
- Breviraja mouldi (McEachran & Matheson, 1995)
- Breviraja nigriventralis (McEachran & Matheson, 1985)
- Breviraja spinosa (Bigelow & Schroeder, 1950)